# Mehdi Yarrahi

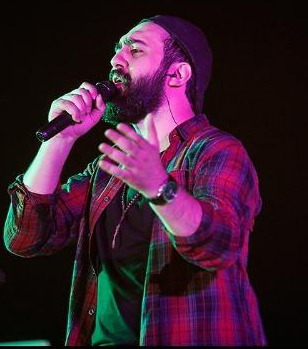
Mehdi Yarrahi (2017)

Mehdi Yarrahi (* 14. November 1981 in Ahvaz) ist ein iranischer Musikproduzent, Komponist, Songwriter und Sänger. Er gewann den Barbad Award beim 33. Fajr International Music Festival im Jahr 2016 für das Album Ayeneye Ghadi.

## Biografie
Mehdi Yarrahi interessierte sich bereits im Alter von 10 Jahren für die westliche klassische Musik. Ab 1997 studierte er bei Ali Kasraei und erlernte autodidaktisch Klavier und Gitarre. Seine professionelle Laufbahn begann im Jahr 2000 nach seiner Umzug nach Teheran. 2011 veröffentlichte er sein erstes Album Mano Raha Kon (Lass mich gehen). Bevor er als Sänger bekannt wurde, arbeitete er als Komponist für andere Musiker, darunter Dariush Eghbali. Später wurde er als Sänger bekannt mit seiner Interpretation des Titelsongs der Show Shab-e Shishe'i (Glasnacht).
Bisher hat Yarrahi vier Alben veröffentlicht, betitelt mit: Let Me Go (2011), The Emperor (2013), Like a Statue (2015) und Full Length Mirror (2016). Zudem brachte er zwei Sammlungen namens First Social Trilogy (2018) und Second Social Trilogy (2020) heraus, sowie eine beträchtliche Anzahl an romantischen und sozialen Singles auf Persisch und Arabisch. Im Laufe der Zeit wurden Yarrahis künstlerische Aktivitäten und der Inhalt seiner Werke maßgeblich von den (oft bitteren) gesellschaftlichen Ereignissen der 1990er Jahre im Iran beeinflusst. Dies führte zu diversen Verboten, langfristigen Einschränkungen seiner Arbeit und zahlreichen Auseinandersetzungen mit der Justiz. Yarrahi ist im Iran weiterhin jegliche künstlerische Tätigkeit untersagt.
Seit Dezember 2018 wurde Yarrahi vom Ministerium für Kultur und islamische Führung und der Islamic Republic of Iran Broadcasting (IRIB) von der Arbeit und dem Auftreten auf der Bühne und im Fernsehen verbannt. Dieses Verbot wurde wegen seiner Solidarität mit den Festgenommenen bei den Arbeiterprotesten in Chuzestan im Jahr 2017 und der Veröffentlichung eines kritischen Musikvideos mit dem Titel Parhesang verhängt. Nach sechs Monaten und nach Aufhebung seines Arbeitsverbots am 16. Juli 2019 wurde er im Februar 2020 erneut vom Auftreten ausgeschlossen. Dies geschah, nachdem er eines seiner Lieder (mit dem Titel „Abschied nach der Abreise“) zu Ehren der Opfer der Proteste von Aban im November 2019 im Iran gesungen hatte. Auch seine Protestreden während der Konzerte in Ahvaz und Karaj führten zu dem erneuten Auftrittsverbot.
Er verkündete im August 2022, nach den erzwungenen Geständnissen von Sepideh Roshanoo von der staatlichen Rundfunkanstalt (IRIB), dass die IRIB keine Erlaubnis mehr habe, jegliche seiner Werke auszustrahlen.
Am 4. Oktober 2022 veröffentlichte Yarrahi das Lied Sorud-e Zan (Die Hymne der Frauen) zur Unterstützung der Volksproteste nach dem Tod von Mahsa Amini. Sorud-e Zan ist sein zweites Werk, das zur Unterstützung des revolutionären Aufstands des iranischen Volkes im Jahr 2022 veröffentlicht wurde.

## Soziale Aktivitäten
- Yarrahis Präsenz in der vierten menschlichen Kette, die den Karun im Jahr 2013 unterstützte. Nach seiner Teilnahme an dieser Kette, die von Menschenmassen begleitet war und die Menschen die Anwesenheit des Sängers begeistert aufnahmen, wurde er von der Sicherheitspolizei in Ahvaz vorgeladen.[7][8]

- Nach vier Jahren gelang es Yarrahi, eine Konzertgenehmigung in Ahvaz für Februar 2015 zu erhalten. Symbolisch betrat er die Bühne mit einer Maske, um gegen die Luftverschmutzung in Ahvaz zu protestieren.[9]

- Im Jahr 2016 veröffentlichte Yarrahi die Single Khak (Staub), um gegen die Nachlässigkeit der Behörden und mangelnde Beachtung der Staubsturmkrise und Luftverschmutzung in Ahvaz zu protestieren.[10]

- Im September 2016 veranstaltete Yarrahi ein kostenloses Konzert für die marginalisierten Menschen in Teheran in einem Ziegelofen in der Gegend von Shamsabad und brachte alle professionelle Ausrüstung seiner anderen Konzerte mit. Am Ende des Programms wurde unter allen Teilnehmern, insgesamt über tausend Menschen, eine Mahlzeit verteilt.[11][12]

- Bei einem Konzert in Teheran am 9. März 2017 führte Yarrahi das Stück Khak auf, um gegen die Staubsturmkrise in Ahvaz zu protestieren. Bei dieser Aufführung waren zwei Schauspieler mit Lehm und Staub bedeckt, und der Sänger und die Musiker trugen Masken.[13]

- Im Jahr 2018 veröffentlichte Yarrahi das Stück Che Chiza Shenidam (deutsch: „Was ich gehört habe“) als Protest gegen falsche Behauptungen. er betrachtete das es über jene, die fälschlicherweise ihre Verbindung zu Hojjat ibn al-Hasan behaupten ist. sowie über die Förderer von Aberglauben und, die religiöse Persönlichkeiten für persönlichen Gewinn aneignen und Religion missbrauchen. Er erklärte, dass sie versuchen, religiöse Persönlichkeiten für ihre eigenen Zwecke zu beschlagnahmen und zu missbrauchen.[14]

- Nach den Protesten im Iran 2017/2018 verteidigte Yarrahi in einem Brief an Präsident Hassan Rouhani das Recht der Menschen auf einen offenen politischen Raum und kritisierte die Vorgehensweise der Regierung gegen Andersdenkende und die Probleme im Land. Der Brief wurde mit leichten Änderungen in der Zeitung Shargh veröffentlicht.[15]

- Als er den Barbad-Preis als bester Popsänger beim Fajr-Musikfestival erhielt, erwähnte Yarrahi die ungeeignete Luftqualität in Ahvaz und bat die Verantwortlichen, das Wohl der Bevölkerung zu berücksichtigen.[16]

- Während des Höhepunkts der Proteste der Arbeiter der Ahvaz National Steel Company trat Yarrahi im Dezember 2018 mit seiner Band in der Arbeitskleidung der Arbeiter (die sie von den Arbeitern ausgeliehen hatten) bei seinem Konzert in der Ahvaz Aftab Hall auf, um Solidarität mit den inhaftierten Arbeitern zu zeigen. Diese Handlung erhielt verschiedene Reaktionen in inländischen und internationalen Medien, und einige Tage nach der Aufführung wurde er von den Sicherheitsbehörden des Musikbüros vorgeladen.[17][18]

- Einen Tag nach Yarrahis Unterstützung für die protestierenden Arbeiter der Ahvaz National Steel Company veröffentlichte er den zweiten Track seines Albums Social Trilogy Eines mit dem Titel Pare Sang (Der nackte Felsen), der verschiedene Reaktionen sowohl in inländischen als auch internationalen Medien auslöste. Er wurde als das kritischste und politischste Lied nach der Islamischen Revolution anerkannt. Das Musikvideo zu Pare Sang, das ein Anti-Krieg-Thema hatte, führte dazu, dass Yarrahi als „Auftrittsverboten“ bezeichnet wurde. Obwohl einige glaubten, dass sein Verbot mehr mit seinem Anti-Kriegs-Musikvideo zusammenhing, war es mit seinem Konzert in Solidarität mit den inhaftierten Arbeitern der Ahvaz National Steel Company verbunden.[19]

- Um die von den Überschwemmungen im Süden und Westen des Iran betroffenen Menschen im Jahr 2019 zu unterstützen, veröffentlichte Yarrahi das Stück Ahl-e Nakhle zusammen mit einem Video mit Bildern der von den Überschwemmungen betroffenen Gebiete.[20]

- Nach den Protesten im Jahr 2019 im Iran trat Mehdi Yarrahi am 12. und 13. Dezember in Ahvaz auf und sang eines seiner sozialen Lieder namens Sarsam zum Gedenken an die Opfer der jüngsten Proteste im Iran. In seiner Show äußerte er Kritik an der Leistung der Landesbeamten, einschließlich der Sepah (IRGC) und Rouhani, und betonte die Notwendigkeit eines Kritikprozesses für alle Einzelpersonen und Regierungsorgane. Er erklärte, dass genauso wie die Sicherheitsorgane das Feld der Kultur und Kunst kritisieren können, wir sie ebenfalls kritisieren sollten. Er fügte hinzu, dass wir auch die IRGC kritisieren sollten. Keine Autorität sollte sich so heilig fühlen, dass sie nicht kritisiert werden kann.[21]

- Nachdem das Fajr-Festival von einer Gruppe von Theater- und Filmkünstlern aufgrund der Unterdrückung der Proteste von 1398 im Iran und der Vertuschung der Gründe für den Absturz des ukrainischen Passagierflugzeugs sanktioniert wurde, drückte Yarrahi seine Unterstützung aus, indem er eine Notiz veröffentlichte und hoffte, dass die Künstler nicht zurückweichen und standhaft gegen die Kosten ihres Protests bleiben würden.[22]

- Zum Gedenken an den Todestag von Sahar Chodayari (das blaue Mädchen) veröffentlichte Yarrahi das Stück „Dokhtarane“ (Mädchenhaft), um an die Mädchen zu erinnern, die Opfer von Unwissenheit und Vorurteilen sind, und mit dem Wunsch nach einer Zukunft frei von Ignoranz und Gewalt gegen Mädchen.[23][24][25]
- Yarrahi präsentiert sein Werk „Turtle“, in dem er sich mit den Themen Migration, den Wunden von Flüchtlingen und den Schäden, die Krieg, Fahrlässigkeit und Unwissenheit der Behörden verursacht haben, auseinandersetzt. Er veranschaulicht die Schmerzen der Menschen. Dieses Werk widmet er dem Meister der iranischen darstellenden Künste, Behram Beyzai.[26]

- Yarrahi veröffentlichte anlässlich des Jahrestages des Absturzes des ukrainischen Flugzeugs das Lied „Akse Shod“ (Wurde ein Bild), um seine Solidarität mit den Familien der Opfer dieses Vorfalls auszudrücken.[27]

- Am 4. Okt. 2022 veröffentlichte er das Lied „Sorod-e Zan“ (Die Hymne der Frauen) als Reaktion auf die Proteste, die auf die Tötung von Mahsa Amini durch die Basij-Kräfte folgten, um seine Unterstützung auszudrücken.

- Sein drittes Werk (zweites Stück der Serie von Hymnen) wurde am 21. Nov. 2022 unter dem Titel "Sorod-e Zendegi" (Hymne des Lebens) in Zusammenarbeit mit der Frauenrechtsbewegung veröffentlicht."

## Kontroversen

### Der Song: Pare-Sang (Ein zerbrochener Stein)
- Am 22. Dezember 2018 kündigte Yarrahi während seines Konzerts an, dass er ein Album mit dem Titel „First Social Trilogy“ veröffentlichen würde. Am 23. November wurde bereits das erste Stück dieses Albums namens „Sarsam“ veröffentlicht. Während des gleichen Konzerts kündigte Yarrahi jedoch das zweite Stück des Albums an und sagte: „Der nächste Song in diesem Album, der meiner Meinung nach problematisch sein wird, da er ziemlich anspruchsvoll ist, wird in etwa 20 Tagen veröffentlicht. Diese drei Gedichte und drei Melodien, die Sie in dem Album 'First Social Trilogy' hören, haben keine Verbindung zum Markt; sie handeln von meinem Schmerz und unserem Schmerz.“ Dieses Stück wurde am 7. Januar unter dem Titel „Pare-sang“ veröffentlicht.

- Yarrahis Vorhersage über den Erfolg von „Pare-sang“ erwies sich als zutreffend. Neben den Songtexten erhielt das Musikvideo signifikante Reaktionen. Die Songtexte befassten sich mit Kritik an dem langwierigen Iran-Irak-Krieg, und im Musikvideo trug Yarrahi eine Militäruniform mit einer russischen Mütze auf dem Kopf und einem Armband mit dem Symbol von Nazi-Deutschland am Arm und trat neben anderen Schauspielern ähnlich gekleidet auf. Im Hintergrund wurden Szenen des Leidens und der Not der Menschen dargestellt. Die Reaktionen auf dieses Musikvideo hielten an, was schließlich zur Nachricht führte, dass der Sänger nach einer Woche verbannt wurde.[28]

- Ein weiterer Vorfall ereignete sich während Yarrahis erstem Konzert nach sechs Monaten Verbot. Nachdem das Konzert beendet war, verließen die Zuschauer den Saal nicht und sangen lautstark die Texte von „Pare-sang“, während die Bühne leer blieb.[29] Die indische Zeitung „India Today“ kommentierte dies und sagte: „Der iranische Sänger Yarrahi hat in den sozialen Medien viel Anerkennung für das gewonnen, was als 'der richtige Weg, ohne Gewalt zu protestieren' bezeichnet wird. Sein beliebter Song 'Pareshang' ist eine Anti-Kriegs-Hymne. Die Behörden forderten ihn auf, die Texte zu ändern, aber er weigerte sich. Als Ergebnis wurde am Ende des Konzerts nur die Instrumentalversion des Songs gespielt, und er verließ die Bühne, während das Publikum die unzensierten Texte sang.[30] Wenn ein Sänger keine Erlaubnis findet, sein beliebtes Protestsong aufzuführen, übernimmt das Publikum die Verantwortung und singt die unzensierten Texte mit einer Stimme.“[31]

- Das Magazin „Economist“ berichtete ebenfalls über „Pare-sang“ von Yarrahi und die Kontroversen, die es nach seiner Veröffentlichung auslöste. In ihrem Bericht stellte „Economist“ Yarrahi als Champion des Volkes und Gewinner des Preises für den besten Popsänger des Jahres (Barbad-Trophäe) vor, der zuvor vom Ministerium für Kultur und Islamische Führung verliehen wurde. Nun jedoch testet er die Toleranz der Behörden mit seinem neuen kritischen Werk.[32][33]

- Das amerikanische National Public Radio (NPR) führte die zehn besten Lieder der Welt im Jahr 2019 auf, die Widerstand und Widerstandsfähigkeit bei den Menschen inspirierten, und „Pare-sang“, Yarrahis Protest- und Anti-Kriegslied, war in dieser Liste enthalten. NPR beschrieb die Synchronisation des Publikums mit der leeren Bühne während des Konzerts in Teheran am 26. Juli als eine zutiefst kreative und tiefgründige Antwort auf die Zensur.[34]

## Arbeitsverbote im Iran
Während seiner Laufbahn wurden im Iran zahlreiche Auftrittsverbote bzw. Verbote der Veröffentlichung seiner Werke verhängt. So wurde zum Beispiel 2018 die Veröffentlichung seines Musikvideos „Pare-Sang“ verboten. Im Februar 2019 verkündete Yarrahi in seinen sozialen Medien, dass er vom Ministerium für Führung von allen künstlerischen Aktivitäten verbannt worden sei und dass alle seine Konzerte in Teheran und anderen Städten abgesagt worden seien. Die BBC Persian berichtete in ihrer Nachrichtensendung: „Die Beamten haben Herrn Yarrahi aufgefordert, sich zu entschuldigen, aber er sagte, er werde keine Entschuldigung anbieten.“
Nach sechs Monaten Sperrfrist erhielt Yarrahi die Erlaubnis, im Juli 2019 ein Konzert in Teheran zu geben. Allerdings sah er sich nach dem Konzert erneut mit der Drohung einer Verbannung konfrontiert, da das Publikum am Ende des Konzerts das Lied „Pare-Sang“ mitsang und dies in vielen Medien reflektiert wurde. Konservative und regierungsnahe Medien wie Kayhan, Fars und Tasnim griffen ihn an. Die Genehmigung für eine Konzerttournee in Khuzestanwurde vom Büro für Führung widerrufen. Die Einschränkungen für Yarrahi und die Auftritte seiner Band in anderen Provinzen wie Isfahan hielten an.
Nach den Protesten im November 2022 äußerte Yarrahi in seinem Konzert in Ahvaz im November 2019 seine Kritik an den Behörden und Institutionen des Landes, einschließlich der Islamischen Revolutionsgarde. In seiner Ansprache sagte er: „Warum sollte ein Künstler die Mächtigen nicht kritisieren dürfen? Genau wie der Sicherheitsapparat den Kulturbereich untersucht, sollten auch wir den Sicherheitsbereich kritisieren dürfen! Zum Beispiel betrachtet Herr Hassan Rouhani, der sich einst selbst als Jurist bezeichnete, jetzt alle Sicherheitskräfte als sicherer.“
Im Januar 2020 verkündete Yarrahi, dass er erneut verbannt worden und alle seine Konzerte abgesagt worden seien. Auf seinen Social-Media-Seiten teilte er mit, er werde praktisch vom Ministerium für Kultur und islamische Führung daran gehindert, in seiner Heimat zu arbeiten.

## Diskografie

### Alben
- 2011: Mano Raha Kon (Lass mich gehen/befreie mich)
- 2013: Emperatour (Der Kaiser)
- 2015: Mesle Mojasame  (Wie eine Statue)
- 2016: Ayene Ghadi (Spiegel in voller Länge)
- 2017: Se-gane Ejtemaei aval  (Soziale Trilogie Eins)
- 2018: Se-gane Asheghane Aval, (Romantische Trilogie Eins)
- 2019: Se-gane Ejtemaei Dovom, (Soziale Trilogie Zwei)

### Singles
- 2010: Leerer Sarg (Taboote Khali)
- 2011: Grenze (Marz)
- 2011: Mein Herz ist immer dort, wo du bist (Har Jaye Donyaei Delam Oonjast)
- 2011: Auch heute Nacht vergangen (Emshabam Gozasht)
- 2011: Anziehender (Jazabtar)
- 2011: Belohnung (Eydi)
- 2012: Mauer (Divar)
- 2012: Schau mich an (Be Man Negah Kon)
- 2012: Sag etwas (Ye Chizi Begoo)
- 2012: Löwenzahn (Ghasedak)
- 2013: Das Wichtige ist (Mohem Ine)
- 2013: Kompromiss (Sazesh)
- 2013: Wer hat dir das beigebracht' (auf Arabisch)
- 2014: Frühling (auf Arabisch) (Fasle Bahar)
- 2014: Gazelle (auf Arabisch) (Ghazal)
- 2014: Deine Tränen (Boghze To)
- 2014: Azan
- 2014: Möge Gott mit dir sein (Khoda Be Hamrat)
- 2014: Kamin (Atashkade)
- 2015: Denke nicht an mich (Fekre Man Nabash)
- 2015: Chaos (Ashoob)
- 2015: Warum kommst du nicht? (Chera Nemiresi)
- 2016: Erde (Khak)
- 2016: Sag nicht, ich hätte es dir nicht gesagt (Nagoo Nagofti)
- 2016: Atem (Nafas)
- 2016: Bedürfnis (Hajat)
- 2017: Die Kälte ist nahe (Sarma Nazdike)
- 2017: Die Dinge, die ich gehört habe (Che chiza shenidam)
- 2017: 21 Tage später (Bisto yek rooz ba'd)
- 2017: Deine Augen (Cheshm e to)
- 2017: Herbst (Paeez)
- 2018: Hayek (auf Arabisch)
- 2018: Indoktrination (Talghin)
- 2018: Delirium (Sarsaam)
- 2018: Pare Sang (Gebrochener Stein)
- 2019: Verleugnung (Enkar)
- 2019: Ahle Nakhal (Von der Palme)(auf Arabisch)
- 2019: Kann nicht weitermachen (Nemisheh Edameh Dad)
- 2019: Ich werde aufgehen (Tolou Mikonam)
- 2020: Geheimnisse (Asrar)
- 2020: Mädchenhaft (Dokhtaraneh)
- 2020: Schildkröte (Laakposht)
- 2021: Verwandelt in ein Foto (Aks Shod)
- 2021: Ahwak (auf Arabisch)
- 2021: Abschied nach der Abreise (Veda-e Bad az Raftan)
- 2022: kein Käfig mehr (ghafas Bas)
- 2022: Die Hymne der Frauen (Sorood-e Zan)
- 2022: Die Hymne des Lebens (Sorood-e Zendegi)
- 2023: dein Kopftuch (Roosarito)

## Auszeichnungen
- Bestes Pop-Album (für das Album „Emperor“), Expertenwahl, die zweite jährliche Zeremonie von Musicema im Jahr 2013.[45]
- Bester Popsong (für den Song „Emperor“), Expertenwahl, die zweite jährliche Zeremonie von Musicema im Jahr 2013.[46]
- Bester TV-Titelsong nach Publikumswahl (für den Song „Sazesh 'Compromise'“ für die TV-Serie „Mah-e Asal (TV-Serie)“), die erste TV-Zeremonie des Programms „Se Setareh“ im Jahr 2014.[47]
- Barbad-Preis für den besten Popsänger des Jahres für das Album „Ayneh Ghadi“ [Spiegel in voller Länge] beim Fajr Music Festival (September 2016 - 2017).
- Bester Sänger des Jahres in Bezug auf Songauswahl bei der zweiter Afshin Yadollahi Songwriting Awards-Zeremonie im Jahr 2018.[48]